# Cuno-Siedlung

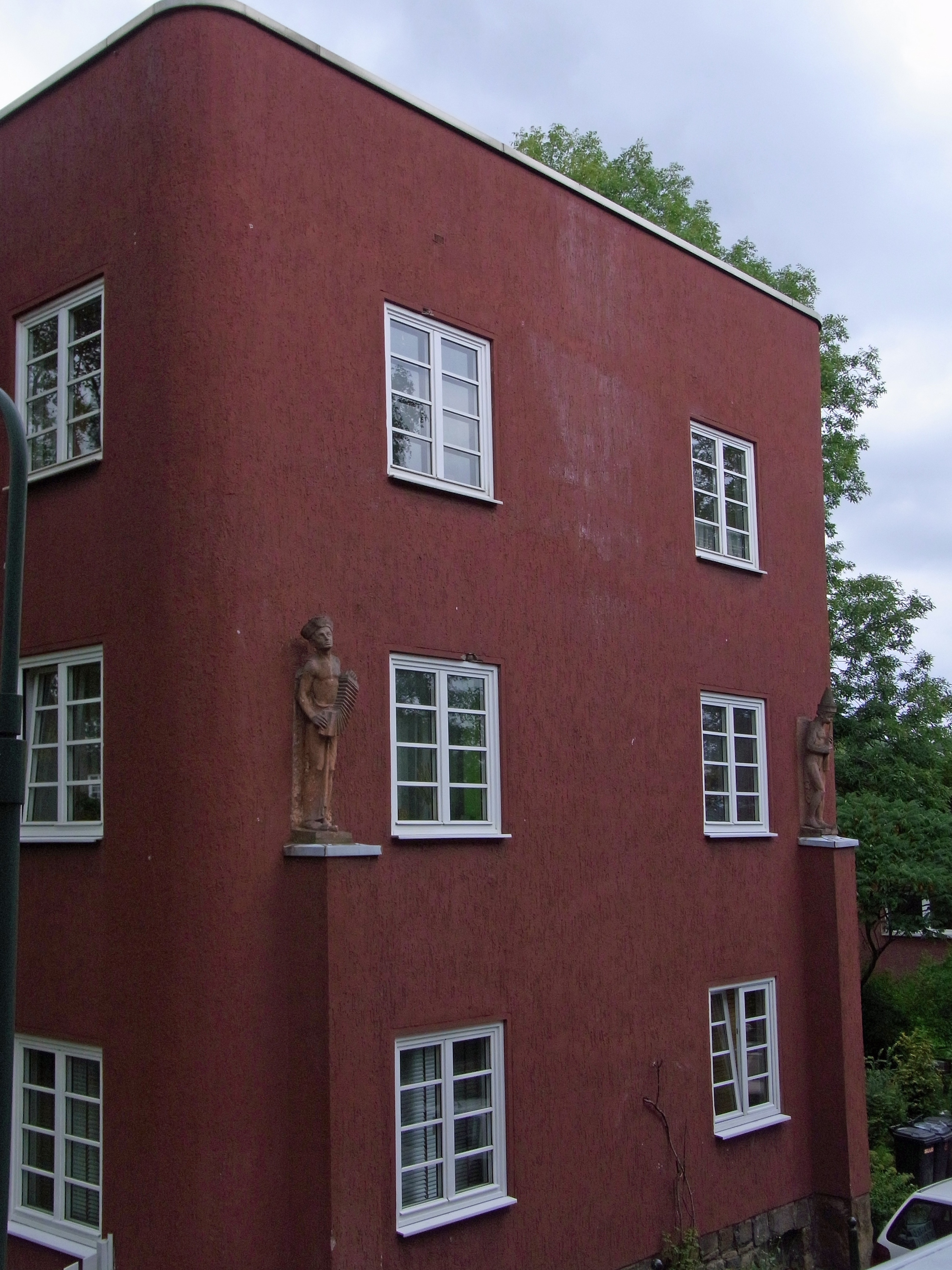
Gebäude

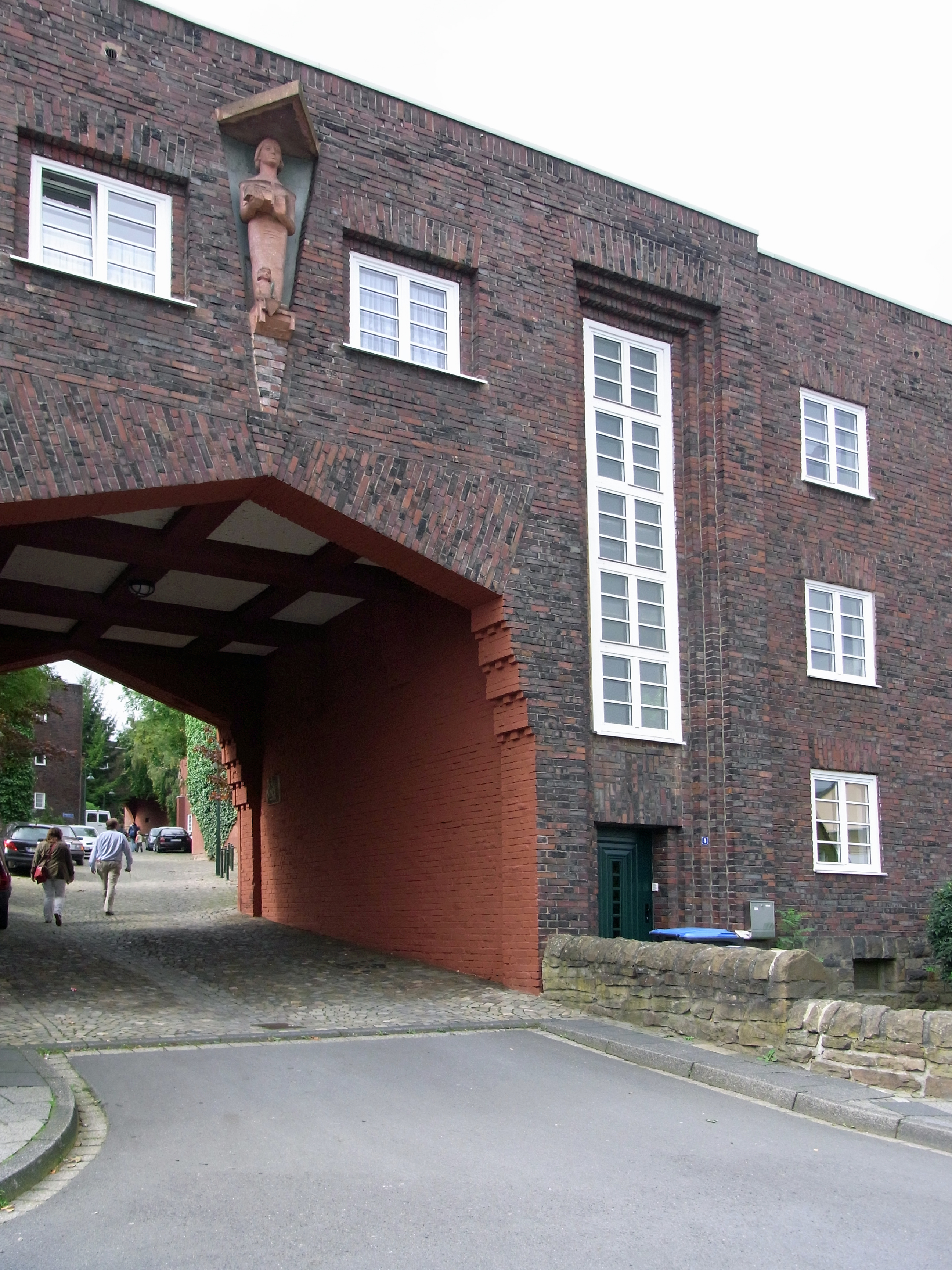
Toreinfahrt

Die denkmalgeschützte Cuno-Siedlung liegt in Hagen-Wehringhausen auf dem Kuhlerkamp. Sie wurde nach dem Hagener Oberbürgermeister Willi Cuno benannt.
Von 1926 bis 1927 entstanden auf dem Kuhlerkamp 121 Wohnungen in 9 Gebäuden. Die Wohnungen hatten zwei bis fünf Zimmer und eine damals sehr innovative, vom Wohn- und Essraum durch eine Glastür abgetrennte, Frankfurter Küche. In der Siedlung gab es als Gemeinschaftseinrichtungen eine Wäscherei sowie eine Badeanstalt mit Brause- und Wannenbädern.
Geplant hatte die Siedlung im Stil des Neuen Bauens der Stadtbaurat Ewald Figge zusammen mit den Architekten Wiehl, Balser, Woltmann, Günther und Büchsenschütz, Wachenfeld sowie Künstlern. Die streng sachlich gehaltenen und geometrisch strukturierten Wohnblöcke sind aus Beton, zumeist mit rotem Putz versehen und an den Stirnseiten sowie an den Toreinfahrten mit Ziegeln verkleidet. An den Hausecken und über den Toreinfahrten befinden sich spielerisch anmutende, figürliche Skulpturen von Karel Niestrath auf kleinen, ins Gebäude integrierten Sockeln. Neben den Eingängen und in den Einfahrten finden sich Reliefs von Hans Dorn. Der Gebäudesockel ist mit Bruchstein verkleidet, ebenso wie die niedrigen Mauern um die kleinen Vor- und größeren Terrassengärten. Die Fenster sind aus einem einheitlichen Raster aufgebaut, rechteckig, weiß und mit Sprossen versehen. Die Türen sind mit den Treppenhäusern als Erker über die gesamte Haushöhe hervorgehoben. Das Flachdach wird mit einem Metallband akzentuiert.
Die Toreinfahrten und das hügelige Gelände geben dem Siedlungsblock einen burgähnlichen Charakter, er ist allerdings fächerartig mit offenen Seiten angelegt. Außer der Straße „Cunosiedlung“ führen zahlreiche Fußwege mit Treppen durch die Siedlung.

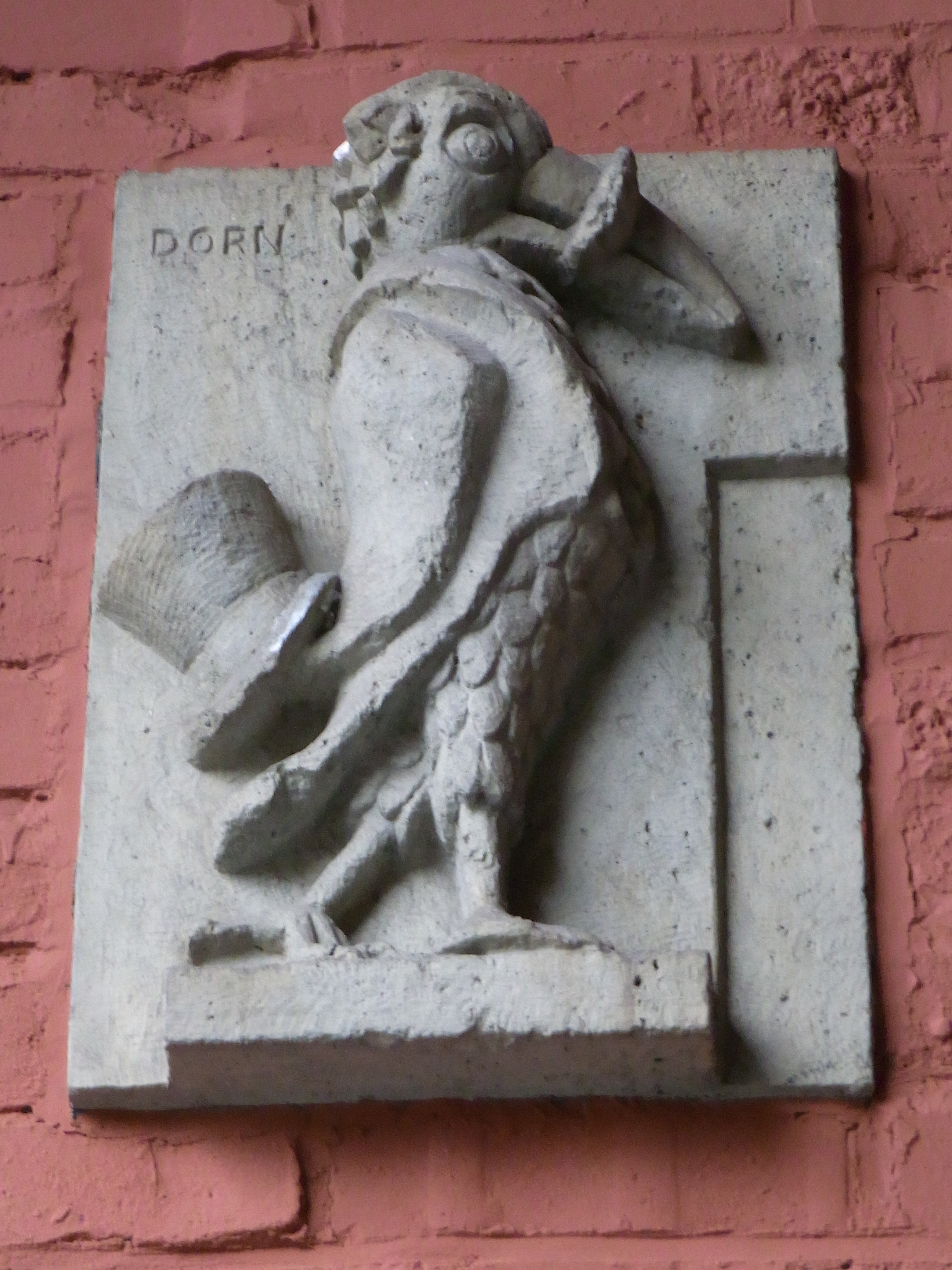
Relief von Hans Dorn
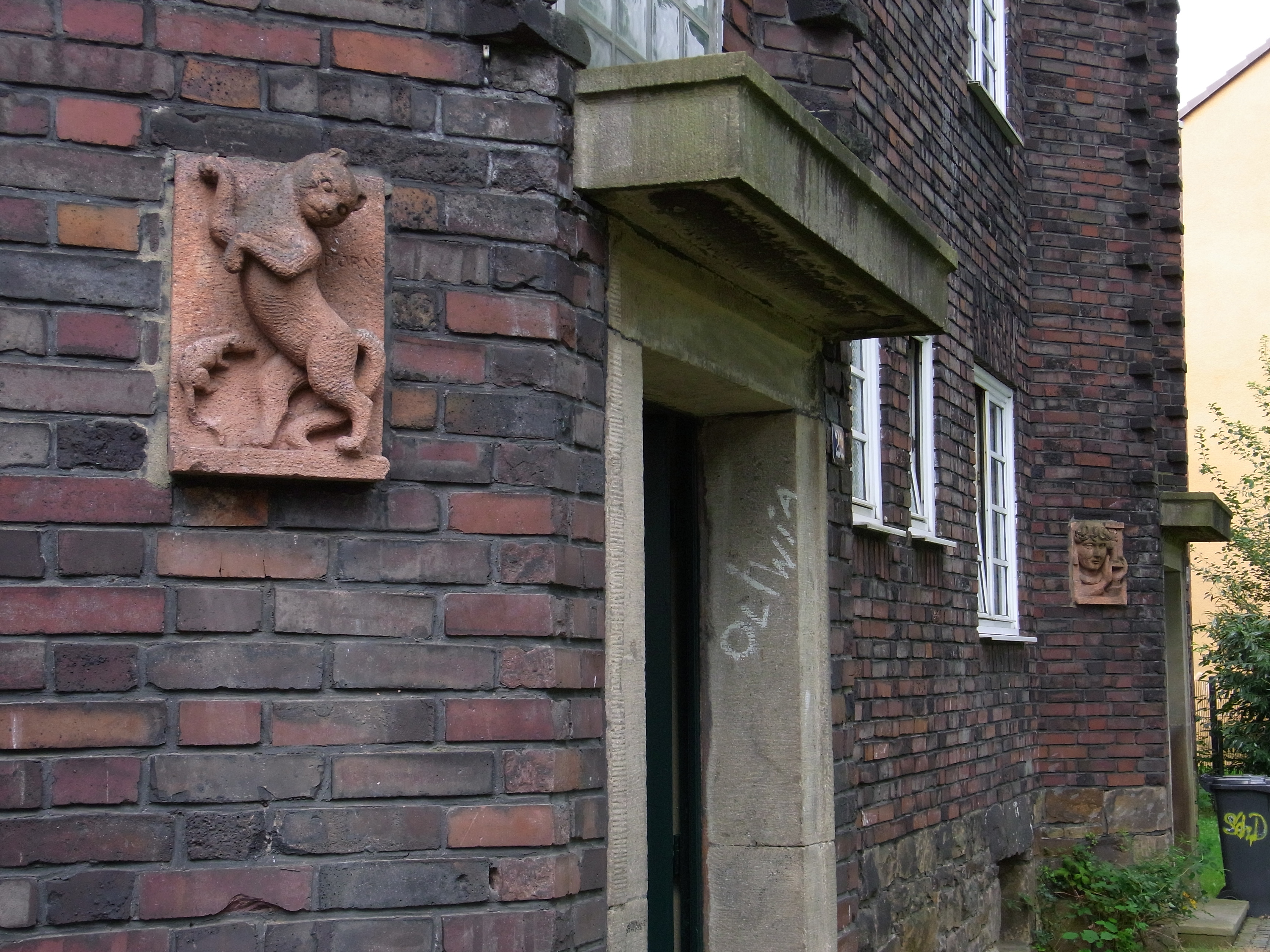
Hauseingang mit Relief von Hans Dorn
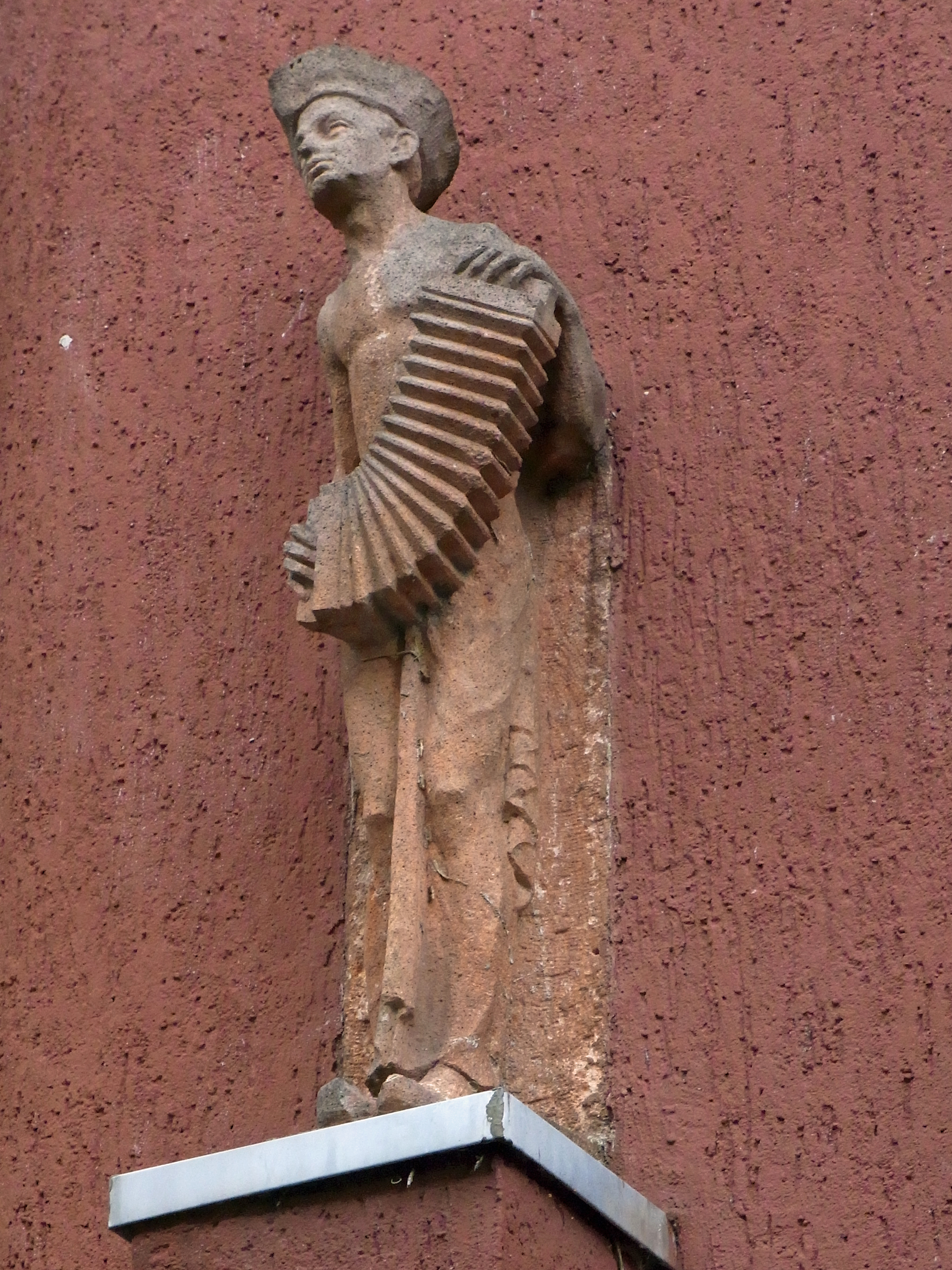
Skulptur von Karel Niestrath